# GROMOS
GROMOS（GROningen MOlecular Simulation）は、分子動力学シミュレーションのための力場と関連するコンピューターソフトウェアパッケージの名称である。どちらもフローニンゲン大学と、チューリッヒ工科大学・物理化学研究室コンピューター支援化学グループで開発されている。フローニンゲン大学では、ヘルマン・ベレンゼンが開発に参加した。
融合原子（united atom）力場は、アルカンの凝集相の諸性質に関して最適化された。

## バージョン

### GROMOS87
脂肪族ならびに芳香族水素原子が、炭素原子とそれに付属した水素原子を炭素原子を中心とした1つのグループ（融合原子）として表現することによって陰に含められた。ファンデルワールス力パラメータは炭化水素の結晶構造の計算から導かれ、アミノ酸には短い（0.8 nm）非結合カットオフ半径が使われた。

### GROMOS96
1996年、ソフトウェアパッケージをかなり書き直したGROMOS96が公表された。力場も改善された。例えば、脂肪族CHn基は、長い（1.4 nm）非結合カットオフ半径を使用したモデル液体アルカンの一連の分子動力学シミュレーションに基づいて再パラメーター化されたファンデルワールス相互作用を持つ融合原子として表現された。このバージョンは継続的に改良されており、複数の異なるパラメータセットが利用可能である。GROMOS96は分子動力学、確率動力学、エネルギー最小化を含む。エネルギー部分は前バージョンのGROMOS87の一部でもある。GROMOS96は20カ月の間に計画・考案された。このパッケージは40個のプログラムから成り、それぞれが異なる必須の機能を有する。GROMOS96内の重要なプログラムの例としては、分子のトポロジーの構築を担うPROGMTと古典的な分子トポロジーを経路積分分子トポロジーへと換えるPROPMTがある。

### GROMOS05
2005年に、更新されたバージョンが発表された。

### GROMOS11
現行のGROMOSは、2011年5月に発表された。

## パラメータセット
以下にGROMOS力場に基づく力場パラメータセットの一部を示す。Aバージョンはタンパク質、ヌクレオチド、糖の水溶液または非極性溶液に適用される。Bバージョンは孤立した分子（気相）に対して適用される。

### 54
- 54A7[9] - 53A6から、らせん傾向をより良く再現するように調節されたねじれ角項、変更さたN–H、C=O反発、新しいCH3荷電基、水和の自由エネルギーを改善するための Na+およびCl−のパラメータ化、新しいimproper dihedral（平面性）。
- 54B7[9] - 53B6 in vacuoから、53A6から54A7への変化と同様に修正された。

### 53
- 53A5[10] - 幅広い小極性分子の純液体の熱力学的性質とシクロヘキサン中のアミノ酸アナログの溶媒和自由エンタルピーを再現するための初のフィッティングによって最適化された。45A3の拡張版。
- 53A6[10] - 53A5から、水中の水和自由エンタルピーを再現するように部分電荷が調節された。陽溶媒中の生体分子のシミュレーションに対して推奨される。

### 45
- 45A3[7] - 膜やミセルといった脂質凝集体、水を伴う/伴わない脂肪族化合物の混合系、ポリマー、異なる生体分子が相互作用するその他の非極性系への適用に適している。
- 45A4[11] - DNAの表現を改善するために45A3を再パラメータ化した。

### 43
- 43A1[5]
- 43A2[5]